# أرمانوسة
أرمانوسة هي بنت المقوقس حاكم مصر من طرف الإمبراطور هرقل، كانت مخطوبة لقسطنطين ابن هرقل ولكن بعد قتله من طرف زوجة أبيه(هرقل)، تزوجت من أركاديوس ابن الأعيرج قائد القوات المسلحة.
قام الكاتب اللبناني جورجي زيدان بتأليف رواية تاريخية باسم «أرمانوسة المصرية» يحكي فيها قصتها.